# Accepimus praestantium
Accepimus praestantium  è una enciclica di papa Benedetto XIV, datata 16 luglio 1746, nella quale il Pontefice emana alcune direttive circa i criteri e le modalità per esporre l'immagine del Crocifisso sull'altare mentre si celebra la Messa.

## Fonte
- Tutte le encicliche e i principali documenti pontifici emanati dal 1740. 250 anni di storia visti dalla Santa Sede, a cura di Ugo Bellocci. Vol. I: Benedetto XIV (1740-1758), Libreria Editrice Vaticana, Città del Vaticano 1993